# Nederlandse Transplantatie Stichting
De Nederlandse Transplantatie Stichting, ook wel NTS, is een Nederlands zelfstandig bestuursorgaan dat verantwoordelijk is voor het coördineren en faciliteren van orgaandonatie en transplantaties in Nederland.

## Geschiedenis
Met de aanstaande invoering van de Wet op Orgaandonatie (Wod) rees de behoefte aan een nationaal orgaancentrum dat de verdeling van organen en weefsels onder patiënten op de transplantatiewachtlijst zou gaan regelen. Dit systeem bestond toen al op internationaal niveau via Eurotransplant, maar om dit specifiek voor Nederland te organiseren, werd in 1997 de Nederlandse Transplantatie Stichting (NTS) opgericht.

## Missie en Doelstellingen
De missie van de NTS is het bevorderen en faciliteren van orgaandonatie en transplantaties, met als ultiem doel het redden van levens en het verbeteren van de kwaliteit van leven van patiënten. De stichting streeft naar continue verbetering van het transplantatieproces, het vergroten van bewustzijn over orgaandonatie en het waarborgen van de hoogste normen op het gebied van ethiek en patiëntenzorg.

## Taken en Verantwoordelijkheden
De taken van de NTS omvatten onder meer:
- Het coördineren van het donatieproces, inclusief registratie van donoren en matchen van organen met ontvangers.
- Het verstrekken van informatie en voorlichting over orgaandonatie aan het publiek en professionals in de gezondheidszorg.
- Het samenwerken met ziekenhuizen en transplantatieteams om een soepele uitvoering van transplantatieprocedures te waarborgen.
- Het ontwikkelen van beleid en protocollen ter bevordering van de kwaliteit en veiligheid van transplantaties.

## Samenwerking
De NTS werkt nauw samen met verschillende partners, waaronder haar opdrachtgever het ministerie van Volksgezondheid, Welzijn en Sport (VWS), transplantatiecentra, patiëntenorganisaties en internationale transplantatieorganen. Daarnaast onderhoudt het samenwerkingsverbanden met weefselbanken zoals ETB-BISLIFE & Amnitrans EyeBank Rotterdam, weefseluitnameorganisatie WUON, bloedbank Sanquin en Eurotransplant. Deze samenwerkingen zijn van vitaal belang om een doeltreffende en ethische orgaandonatie en transplantatie te waarborgen.